# Norbert Röwekamp
Norbert Röwekamp (* 24. Juli 1949) ist ein ehemaliger deutscher Fußballspieler.

## Werdegang
Der Stürmber Norbert Röwekamp begann seine Karriere bei der TSG Rheda und wechselte im Sommer 1975 zum Zweitligisten DJK Gütersloh. Er feierte sein Zweitligadebüt am 9. August 1975 beim 3:1-Sieg der Gütersloher gegen Bayer 04 Leverkusen. Für die Gütersloher absolvierte er insgesamt sieben Zweitligaspiele und blieb dabei ohne Torerfolg. Den Abstieg seiner Mannschaft aus der 2. Bundesliga konnte er damit nicht verhindern und verließ den Verein im Sommer 1977 mit unbekanntem Ziel.